# Michał Zatoń
Michał Zatoń (ur. 1977) – polski paleontolog, geolog, prof. nauk o Ziemi, adiunkt Instytutu Nauk o Ziemi Wydziału Nauk Przyrodniczych Uniwersytetu Śląskiego w Katowicach.

## Życiorys
W 2001 ukończył studia geologiczne na Uniwersytecie Śląskim w Katowicach, 24 kwietnia 2007 obronił pracę doktorską Amonity z iłów rudonośnych (bajos-baton) Jury Polskiej, 18 czerwca 2013 habilitował się na podstawie oceny dorobku naukowego i pracy zatytułowanej Organizmy twardego podłoża: taksonomia, paleoekologia i paleośrodowisko. Objął funkcję adiunkta w Instytucie Nauk o Ziemi na Wydziale Nauk Przyrodniczych Uniwersytetu Śląskiego w Katowicach, członka Komitetu Nauk Geologicznych na III Wydziale Nauk Ścisłych i Nauk o Ziemi Polskiej Akademii Nauk, oraz Ministerstwa Nauki i Szkolnictwa Wyższego; Zespoły Specjalistyczne, Interdyscyplinarne, Doradcze i Zadaniowe Ministra, Zespołu Interdyscyplinarnego do spraw Programu "Mobilność Plus".
Był prodziekanem na Wydziale Nauk o Ziemi Uniwersytetu Śląskiego, a także członkiem Akademii Młodych Uczonych PAN.

## Publikacje
- 2005: First record of the Jurassic millericrinid Pomatocrinus mespiliformis (von Schlotheim 1820) from Poland[2]
- 2007: A diverse crinoid fauna from the Middle Jurassic (Upper Bajocian – Callovian) of the Polish Jura Chain and Holy Cross Mountains (south-central Poland)[2]
- 2007: Middle Fammenian (Late Devonian) interval with pyritized fauna from the Holy Cross Mountains (Poland): organic geochemistry and pyrite framboid diameter study[2]
- 2009: Gastropod eg capsules preserved on bivalve shells from the Lower Jurassic (Hettangian) of Poland[2]
- 2009: edox conditions during sedimentation of the Midlle Jurassic (Upper Bajocian-Bathonian) clays of the Polish Jura (south-central Poland)[2]
- 2010: Geochemical and Palynological Study of the Upper Famennian Dasberg Event Horizon from the Holy Cross Mountains (Central Poland)[2]